# Urani 233
L'urani 233 (233U o U-233) és un isòtop de l'urani físsil que prové del tori 232 com a part del cicle de combustible nuclear de tori. L'urani 233 fou investigat per utilitzar-lo en armes nuclears i com a combustible nuclear; tanmateix, mai fou usat en armes nuclears ni comercialitzat com a combustible nuclear. Sí que ha estat utilitzat amb èxit, però, en reactors nuclears. Té un període de semidesintegració de 159.200 anys.
L'urani 233 és produït per la irradiació neutrònica de tori 232. Quan el tori 232 absorbeix un neutró, esdevé tori 233, que té una semivida de tan sols 22 minuts. El tori 233 es desintegra en protoactini233 mitjançant la desintegració beta. El protoactini 233 té una semivida de 27 dies i pateix desintegració beta per donar urani 233.
L'U-233 sol fissionar-se en absorció neutrònica però de vegades reté el neutró i esdevé urani 234. La proporció captura-fissió és menor que en els altres dos combustibles físsils principals, l'urani 235 i el plutoni 239; també és menor que la del plutoni 241, però és derrotat pel difícil de produir neptuni 236.